# Itumbiara (plaats)
Itumbiara is een stad en gemeente in de Braziliaanse deelstaat Goiás. De gemeente ligt in het zuiden van Goiás en op 206 km afstand van Goiânia. De totale oppervlakte bedraagt 2.461 km². In 2010 telde de gemeente 92.942 inwoners. De economie van de gemeente is gebaseerd op de productie van mais, sojabonen en katoen.
De plaats ligt aan de rivier de Paranaíba. Aan de overzijde van de rivier ligt Araporã in de deelstaat Minas Gerais.
De plaats is zetel van het rooms-katholieke bisdom Itumbiara.

## Verkeer en vervoer
De plaats ligt aan de wegen BR-153, BR-154, BR-452, BR-483, GO-206 en GO-309.

## Geboren
- José Roberto de Oliveira, "Zé Roberto" (1980), voetballer